# Cinemien
Cinemien ou Feminist Film Collective Cinemien est un distributeur de films néerlandais issu d'un collectif de cinéma féministe créé en 1974 par un groupe de femmes à la Maison des femmes d'Amsterdam. La distribution de films devient ensuite l’activité principale de Cinemien. Entre 1974 et 1989, Cinemien, en tant que collectif, a joué un rôle important dans la promotion des réalisatrices et l'émancipation des femmes par le biais du cinéma. Il a aussi accordé une attention particulière au cinéma LGBTQIA+.

## Historique

### Création du collectif
Le nom « Cinemien » est une combinaison du mot « Cinema » et du prénom « Mien ». Il fait référence au groupe d'action féministe Dolle Mina (1970-1978), qui à son tour faisait référence à Wilhelmina Drucker (1847-1925), l'une des premières féministes aux Pays-Bas.
Cinemien a débuté en 1974 en tant que collectif de cinéma féministe pendant la deuxième vague féministe. Il a commencé comme un ciné-club avec des projections régulières de films réalisés par des femmes ou avec des personnages féminins intéressants et complexes, au Vrouwenhuis (nl), la Maison des femmes d'Amsterdam. Ces séances étaient prolongées par les discussions après les projections.
Le collectif a été créé par Judith de Beer, Irene Kuipers (nl), Phil van der Linden, Nicolaine den Breejen et Pauline Terreehorst (nl). Outre les cinq femmes mentionnées dans l'acte de fondation officiel, d'autres femmes ont participé activement à sa fondation, parmi lesquelles Marianne Vrijdaghs, Tini Kuster, Teuntje Visser, Carla Koper, Wil Herman et Liesbeth van der Waals.
À sa création, le collectif a bénéficié d'une subvention des Nations Unies dans le cadre de l'année internationale de la femme.

### Activité de distribution
Au cours de ses réflexions, le collectif constate qu’il y avait trop peu de femmes actives professionnellement dans la production, la distribution et la diffusion de films. En 1975, le collectif Cinemien passe donc d'un ciné-club à une activité de distribution de films dont le but était de sauver de l'oubli les films réalisés par des femmes. En acquérant et en distribuant des films de femmes, le collectif voulait améliorer la visibilité des réalisatrices, contrer l'image stéréotypée des femmes dans les films grand public et contribuer à la sensibilisation à la culture cinématographique du point de vue féminin. L'acquisition se faisait sur la base de deux critères. Le film devait avoir pour but de soutenir la lutte pour la libération des femmes et d’activer cette lutte et/ou de contribuer à la redécouverte et au développement de la culture féminine.
10 % des films distribués par Cinemien ne sont disponibles nulle part ailleurs, pas même dans leur pays d'origine, comme Fatma 75 de Salma Baccar, Wanda de Barbara Loden, Il valore della donna è il suo silenzio de Gertrud Pinkus ou Macumba de Elfi Mikesch.
Le ministère néerlandais du cinéma a refusé dix années durant d'accorder une subvention au collectif, jusqu'à ce qu'un vote au parlement en 1984 accorde une égalité de traitement avec deux autres centres de distributions.
Dès sa fondation, le collectif est animé par Phil van der Linden et Nicolaine den Breejen. Van der Linden assure la partie financière et Den Breejen l'éditorial. En 2013, après le décès de Van der Linden, Cinemien se trouve en difficulté financière. Nicolaine den Breejen hypothèque sa maison pour sauver l'entreprise.
Cinemien est devenu un distributeur indépendant de films d'art et d'essai et LGBTQ+ et commercialise de nombreux titres tout en gardant un engagement à promouvoir la diversité.
Avec Cinemien, Phil van der Linden et Nicolaine den Breejen ont diffusé des films comme Carol de Todd Haynes, Festen de Thomas Vinterberg ou La Pianiste de Michael Haneke ainsi que de nombreux films du réalisateur français François Ozon. Le 1er juillet 2020, Marc Putman, PDG d'OUTtv Media, rachète Cinemien. Il rend hommage à Cinemien comme premier distributeur de films dans les années 1970 à mettre l'accent sur le féminisme au cinéma et proche de la communauté LGBT et souhaite conserver la marque de distribution de films en salles. Une partie des films Cinemien sont diffusés sur la plateforme OUTtv.

### 50ème anniversaire
En mars 2025, l'EYE Film Instituut Nederland, la cinémathèque d'Amsterdam, célèbre le cinquantième anniversaire de Cinemien en programmant une sélection de films de réalisatrices et en proposant un hommage aux femmes du collectif Cinemien.
Le Eye Filmmuseum a acquis la vaste collection de Cinemien, composée de 2 000 copies copies de films, affiches, photos, dossiers de films ainsi que les archives de l'entreprise de 1974 à 2006. Un autre partie du fonds, consacré aux années 1978-1985, est déposé à l'Institut international d'histoire sociale.
L'événement est couvert par la presse, notamment un article dans Metropolis M.

## Promotion de la femme dans le cinéma
Entre 1974 et 1989, Cinemien, en tant que collectif, a joué un rôle important dans la promotion des réalisatrices et l'émancipation des femmes par le biais du cinéma. Il a aussi accordé une attention particulière au cinéma LGBTQIA+ et constitué un fonds de documentation sur la place des femmes réalisatrices dans le cinéma.
En 2022, grâce à une bourse de musée de l'Organisation néerlandaise pour la recherche scientifique (NWO) (nl), Gerdien Smit, chargée de mission pour les collections et conservatrice en chef adjointe au Eye Film Museum, mène une étude pilote d'histoire orale sur le rôle méconnu des femmes dans l'histoire du cinéma. Ses recherches se concentrent sur les débuts du collectif de cinéma féministe Cinemien.

## Films féministes
Le catalogue Cinemien des films acquis par le Eye Filmmuseum comporte des films des années 1920 comme Le Village du péché de Olga Preobrazhenskaya (URSS, 1927) et Die Büchse der Pandora de GW Pabst (Allemagne, 1928).
Il contient également des films de référence des années 1970 comme Wanda de Barbara Loden, (États-Unis, 1970), Not a Pretty Picture de Martha Coolidge (États-Unis, 1975), Rue case nègre de Euzhan Palcy (France, 1983) et Some Interviews on Personal Matters de Lana Gogoberidze (Géorgie, 1978). Et aussi Fatma 75 de Salma Baccar (Tunisie, 1975), 100 Insults a Day de Barbara Meter (Pays-Bas, 1978), Daughter Rite de Michelle Citron (1978), My Survival as an Aboriginal (en) de Essie Coffey (en) (1978) et Il valore della donna è il suo silenzio de Gertrud Pinkus (Suisse, 1979).
Les films produits dans les années 1980 montrent un panorama large avec Born in Flames de Lizzie Borden (réalisatrice) (États-Unis, 1983), Donna: Women in revolt de Yvonne Scholten (Pays-Bas, 1980), Was soll'n wir denn machen ohne den Tod de Elfi Mikesch, (Autriche, 1980), Macumba (de) de Elfi Mikesch, (Allemagne, 1982), The Farewell de Tuija-Maija Niskanen (Finlande et Suède, 1982), La Rue des miroirs, de Giovanna Gagliardo (Italie, 1982), The land of my parents de Marion Bloem (Pays-Bas, 1983), Committed de Sheila McLaughlin (en) (Etats-Unis, 1984). Suivent Diary for my children de Márta Mészáros (Hongrie, 1984), Leila et les Loups de Heiny Srour (Liban, 1984), Desert Hearts de Donna Deitch (États-Unis, 1985), Seduction, the cruel woman de Elfi Mikesch et Monica Treut (Allemagne, 1985), A Hora da Estrela de Suzana Amaral (1985) et Anne Trister de Léa Pool (Canada, 1986). Le plus récent étant Sweetie de Jane Campion (Nouvelle-Zélande, 1989).